# Николай Кюркчиев
Николай Атанасов Кюркчиев е български офицер, генерал-майор, участник в Балканската (1912 – 1913) и Междусъюзническата война (1913), командир рота и на дружина от 35-и пехотен врачански полк през Първата световна война (1915 – 1918).

## Биография
Николай Кюркчиев е роден на 12 декември 1886 г. в Клисура, Берковско, Княжество България. През 1908 г. завършва в 28-и випуск на Военното на Негово Княжеско Височество училище и на 17 февруари е произведен чин подпоручик. На 19 февруари 1911 г. е произведен в чин поручик и взема участие в Балканската (1912 – 1913) и Междусъюзническата война (1913). На 18 май 1914 г. е произведен в чин капитан.
По време на Първата световна война (1915 – 1918) капитан Кюркчиев първоначално командва рота от 35-и пехотен врачански полк, за която служба съгласно заповед № 679 от 1917 г. „а бойни отличия и заслуги във войната“ е награден с Военен орден „За храброст“, IV степен, 2 клас По-късно е назначен за командир на дружина от същия полк, за която служба е награден с Военен орден „За храброст“, IV степен, 1 клас, която награда е потвърдена със заповед № 355 от 1921 г. По-късно е назначен за командир на дружина от същия полк, за която служба е награден с Военен орден „За храброст“, IV степен, 1 клас През 1918 г. е произведен в чин майор.
Служи като командир на дружина от 53-ти пехотен полк, като командир на интендантска рота, командир на рота от 15-и пехотен ломски полк и като началник на 1-во пловдивско военно окръжие. През 1922 г. е назначен за началник на врачанското бюро за доброволци, на 30 януари 1923 г. е приведен в чин подполковник и от същата година поема командването на 4-та жандармерийска дружина. През 1925 г. е назначен за началник на секция в Щаба на армията, от 1927 г. поема командването на юнкерската дружина във Военното училище.
На 26 март 1928 г. е произведен в чин полковник, а две години по-късно поема командването на 15-и пехотен ломски полк. От 1931 г. е към канцеларията на Министерството на войната, през 1934 г. е назначен за командир на 1-ви пехотен софийски полк, а от 1934 г. командва 6-а пехотна бдинска дивизия. На тази служба е до 1936 г., когато е произведен в чин генерал-майор и уволнен от служба. Умира през 1950 г. и е погребан в централните софийски гробища.
Генерал-майор Николай Кюркчиев е женен и има 2 деца.

## Военни звания
- Подпоручик (17 февруари 1908)
- Поручик (19 февруари 1911)
- Капитан (18 май 1914)
- Майор (1918)
- Подполковник (30 януари 1923)
- Полковник (26 март 1928)
- Генерал-майор (1936)

## Награди
- Военен орден „За храброст“, IV степен, 2 клас (1917)
- Военен орден „За храброст“, IV степен, 1 клас (1918/1921)

## Образование
- Военно на Негово Княжеско Височество училище (до 1908)